# 100 metros vallas
Los 100 metros vallas son una prueba del atletismo que solo se disputa en su modalidad femenina ya que en la rama masculina se disputan los 110 metros vallas.
La altura de las vallas es de 84 centímetros, encontrándose la primera a 13 metros de la salida y las nueve restantes a intervalos de 8,5 metros, quedando 10,5 metros entre la última y la meta.
La prueba de los 100 metros vallas forma parte del programa de atletismo en los Juegos Olímpicos de la era moderna desde la edición celebrada en Múnich en 1972, cuando sustituyó a la prueba de los 80 metros vallas que se disputaba desde los Juegos Olímpicos de Los Ángeles de 1932.

## Récords
Actualizado a 25/07/2022
| Récord          | Marca (s) | Atleta                | País           | Lugar        | Fecha                   |
| --------------- | --------- | --------------------- | -------------- | ------------ | ----------------------- |
| Mundial         | 12,12     | Tobi Amusan           | Nigeria        | Oregón       | 24 de julio de 2022     |
| Olímpico        | 12,26     | Jasmine Camacho-Quinn | Puerto Rico    | Tokio        | 1 de agosto de 2021     |
| Europeo         | 12,21     | Yordanka Donkova      | Bulgaria       | Stara Zagora | 20 de agosto de 1988    |
| Norteamericano  | 12,20     | Kendra Harrison       | Estados Unidos | Londres      | 23 de julio de 2016     |
| Centroamericano | 12,26     | Jasmine Camacho-Quinn | Puerto Rico    | Tokio        | 1 de agosto de 2021     |
| Africano        | 12,12     | Tobi Amusan           | Nigeria        | Oregón       | 24 de julio de 2022     |
| Asiático        | 12,44     | Olga Shishigina       | Kazajistán     | Lucerna      | 27 de junio de 1995     |
| Oceánico        | 12,28     | Sally Pearson         | Australia      | Daegu        | 3 de septiembre de 2011 |
| Sudamericano    | 12,71     | Maurren Maggi         | Brasil         | Manaus       | 19 de mayo de 2001      |

## Evolución del récord mundial

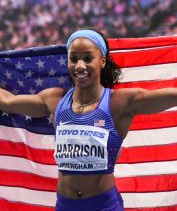
Kendra Harrison, el 22 de julio de 2016 batió el récord que regía desde 1988.

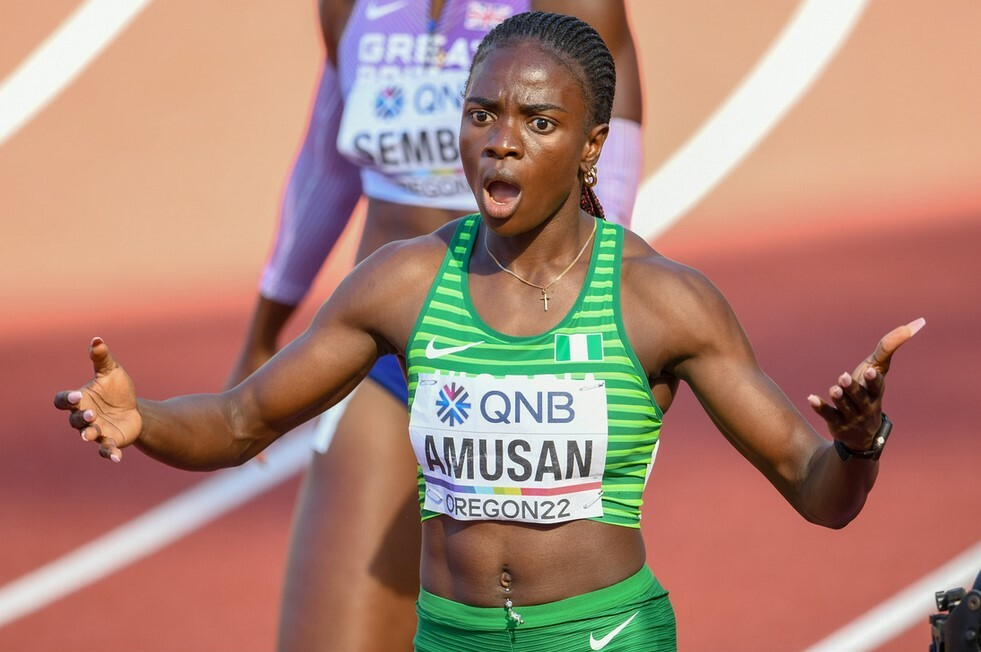
Tobi Amusan, posee actualmente el récord mundial.

| Tiempo  | Atleta            | Nacionalidad       | Fecha                    | Lugar                  |
| ------- | ----------------- | ------------------ | ------------------------ | ---------------------- |
| 13.3 s  | Karin Balzer      | Alemania Oriental  | 20 de junio de 1969      | Varsovia, Polonia      |
| 13.3 s  | Teresa Sukniewicz | Polonia            | 20 de junio de 1969      | Varsovia, Polonia      |
| 13.0 s  | Karin Balzer      | Alemania Oriental  | 27 de julio de 1969      | Leipzig, RDA           |
| 12.9 s  | Karin Balzer      | Alemania Oriental  | 5 de septiembre de 1969  | Berlín Este, RDA       |
| 12.8 s  | Teresa Sukniewicz | Polonia            | 20 de junio de 1970      | Varsovia, Polonia      |
| 12.8 s  | Chi Cheng         | República de China | 12 de julio de 1970      | Múnich, RFA            |
| 12.7 s  | Teresa Sukniewicz | Polonia            | 20 de septiembre de 1970 | Varsovia, Polonia      |
| 12.7 s  | Karin Balzer      | Alemania Oriental  | 26 de julio de 1970      | Berlín Este, RDA       |
| 12.7 s  | Karin Balzer      | Alemania Oriental  | 25 de julio de 1971      | Berlín Este, RDA       |
| 12.6 s  | Karin Balzer      | Alemania Oriental  | 31 de julio de 1971      | Berlín Este, RDA       |
| 12.5 s  | Pam Ryan          | Australia          | 28 de junio de 1972      | Varsovia, Polonia      |
| 12.5 s  | Annelie Ehrhardt  | Alemania Oriental  | 13 de agosto de 1972     | Potsdam, RDA           |
| 12.3 s  | Annelie Ehrhardt  | Alemania Oriental  | 22 de julio de 1973      | Dresde, RDA            |
| 12.59 s | Annelie Ehrhardt  | Alemania Oriental  | 8 de septiembre de 1973  | Múnich, RFA            |
| 12.48 s | Grażyna Rabsztyn  | Polonia            | 10 de junio de 1978      | Fürth, RFA             |
| 12.48 s | Grażyna Rabsztyn  | Polonia            | 18 de junio de 1979      | Varsovia, Polonia      |
| 12.36 s | Grażyna Rabsztyn  | Polonia            | 12 de junio de 1980      | Varsovia, Polonia      |
| 12.36 s | Yordanka Donkova  | Bulgaria           | 13 de agosto de 1986     | Sofia, Bulgaria        |
| 12.35 s | Yordanka Donkova  | Bulgaria           | 17 de agosto de 1986     | Colonia, RFA           |
| 12.29 s | Yordanka Donkova  | Bulgaria           | 17 de agosto de 1986     | Colonia, RFA           |
| 12.26 s | Yordanka Donkova  | Bulgaria           | 7 de septiembre de 1986  | Ljubljana, Yugoslavia  |
| 12.25 s | Ginka Zagorcheva  | Bulgaria           | 8 de agosto de 1987      | Drama, Grecia          |
| 12.21 s | Yordanka Donkova  | Bulgaria           | 21 de agosto de 1988     | Stara Zagora, Bulgaria |
| 12.20 s | Kendra Harrison   | Estados Unidos     | 22 de julio de 2016      | Londres, Inglaterra    |
| 12.12 s | Tobi Amusan       | Nigeria            | 24 de julio de 2022      | Eugene, EUA            |

## Atletas con mejores marcas mundiales
Actualizado a julio de 2022
| Rank | Marca (s) | Viento (m/s) | Atleta                | País              | Fecha                   | Lugar        |
| ---- | --------- | ------------ | --------------------- | ----------------- | ----------------------- | ------------ |
| 1    | 12.12     | +0.9         | Tobi Amusan           | Nigeria           | 24 de julio de 2022     | Eugene       |
| 2    | 12,20     | +0,3         | Kendra Harrison       | Estados Unidos    | 23 de julio de 2016     | Londres      |
| 3    | 12,21     | +0,7         | Yordanka Donkova      | Bulgaria          | 20 de agosto de 1988    | Stara Zagora |
| 4    | 12,25     | +1,4         | Ginka Zagorcheva      | Bulgaria          | 8 de agosto de 1987     | Drama        |
| 5    | 12.26     | +1.7         | Ludmila Narozhilenko  | Rusia             | 6 de junio de 1992      | Sevilla      |
| 5    | 12.26     | +1.2         | Brianna Rollins       | Estados Unidos    | 22 de junio de 2013     | Des Moines   |
| 5    | 12.26     | -0.2         | Jasmine Camacho-Quinn | Puerto Rico       | 1 de agosto de 2021     | Tokio        |
| 8    | 12,28     | +1,1         | Sally Pearson         | Australia         | 3 de septiembre de 2011 | Daegu        |
| 9    | 12.31     | +0.3         | Britany Anderson      | Jamaica           | 24 de julio de 2022     | Eugene       |
| 10   | 12.32     | +0.8         | Danielle Williams     | Jamaica           | 20 de julio de 2019     | Londres      |
| 11   | 12,33     | -0,3         | Gail Devers           | Estados Unidos    | 23 de julio de 2000     | Sacramento   |
| 12   | 12.34     | +1.9         | Sharika Nelvis        | Estados Unidos    | 26 de junio de 2015     | Eugene       |
| 12   | 12.34     | +0.3         | Nia Ali               | Estados Unidos    | 6 de octubre de 2019    | Doha         |
| 14   | 12.35     | +0.9         | Jasmin Stowers        | Estados Unidos    | 15 de mayo de 2015      | Doha         |
| 15   | 12.36     | +1.9         | Grażyna Rabsztyn      | Polonia           | 13 de junio de 1980     | Varsovia     |
| 16   | 12.37     | +1.5         | Joanna Hayes          | Estados Unidos    | 24 de agosto de 2004    | Atenas       |
| 16   | 12.37     | -0.2         | Dawn Harper           | Estados Unidos    | 7 de agosto de 2012     | Londres      |
| 18   | 12.39     | +1.5         | Vera Komisova         | Unión Soviética   | 5 de agosto de 1980     | Roma         |
| 18   | 12.39     | +1.8         | Nataliya Grygoryeva   | Unión Soviética   | 11 de julio de 1991     | Kiev         |
| 20   | 12.40     | +0.6         | Janeek Brown          | Jamaica           | 8 de junio de 2019      | Austin       |
| 21   | 12.41     | +0.5         | Alina Talay           | Bielorrusia       | 31 de mayo de 2018      | St. Pölten   |
| 22   | 12.42     | +1.8         | Bettine Jahn          | Alemania Oriental | 8 de junio de 1983      | Berlín       |
| 22   | 12.42     | +2.0         | Anjanette Kirkland    | Estados Unidos    | 11 de agosto de 2001    | Edmonton     |
| 24   | 12.43     | -0.9         | Lucyna Kalek          | Polonia           | 19 de agosto de 1984    | Hannover     |
| 24   | 12.43     | -0.3         | Michelle Perry        | Estados Unidos    | 26 de junio de 2005     | Carson       |
| 24   | 12.43     | +0.2         | Lolo Jones            | Estados Unidos    | 18 de agosto de 2008    | Beijing      |
| 24   | 12.43     | +1.2         | Queen Harrison        | Estados Unidos    | 22 de junio de 2013     | Des Moines   |

## Campeonas olímpicas
- Anterior a 1972 se disputaba la prueba de 80 metros vallas.

| Edición             | Oro                                              | Plata                               | Bronce                                                   |
| ------------------- | ------------------------------------------------ | ----------------------------------- | -------------------------------------------------------- |
| Múnich 1972         | Annelie Ehrhardt (12,59) · Alemania Oriental     | Valeria Bufanu · Rumania            | Karin Balzer · Alemania Oriental                         |
| Montreal 1976       | Johanna Klier (12,77) · Alemania Oriental        | Tatyana Anisimova · Unión Soviética | Natalya Lebedeva · Unión Soviética                       |
| Moscú 1980          | Vera Komisova (12,56) · Unión Soviética          | Johanna Klier · Alemania Oriental   | Lucyna Langer · Polonia                                  |
| Los Ángeles 1984    | Benita Fitzgerald-Brown (12,84) · Estados Unidos | Shirley Strong · Reino Unido        | Michèle Chardonnet · Francia Kim Turner · Estados Unidos |
| Seúl 1988           | Yordanka Donkova (12,38) · Bulgaria              | Gloria Siebert · Alemania Oriental  | Claudia Zaczkiewicz · Alemania Occidental                |
| Barcelona 1992      | Paraskevi Patoulidou (12,64) · Grecia            | LaVonna Martin · Estados Unidos     | Yordanka Donkova · Bulgaria                              |
| Atlanta 1996        | Ludmila Engquist (12,58) · Suecia                | Brigitta Bukovec · Eslovenia        | Patricia Girard · Francia                                |
| Sídney 2000         | Olga Shishigina (12,65) · Kazajistán             | Glory Alozie · Nigeria              | Melissa Morrison-Howard · Estados Unidos                 |
| Atenas 2004         | Joanna Hayes (12,37) · Estados Unidos            | Olena Krasovska · Ucrania           | Melissa Morrison-Howard · Estados Unidos                 |
| Pekín 2008          | Dawn Harper-Nelson (12,54) · Estados Unidos      | Sally Pearson · Australia           | Priscilla Lopes-Schliep · Canadá                         |
| Londres 2012        | Sally Pearson (12,35) · Australia                | Dawn Harper-Nelson · Estados Unidos | Kellie Wells · Estados Unidos                            |
| Río de Janeiro 2016 | Brianna Rollins (12,48) · Estados Unidos         | Nia Ali · Estados Unidos            | Kristi Castlin · Estados Unidos                          |
| Tokio 2020          | Jasmine Camacho-Quinn (12,37) · Puerto Rico      | Kendra Harrison · Estados Unidos    | Megan Tapper · Jamaica                                   |
| París 2024          | Masai Russell (12,33) · Estados Unidos           | Cyréna Samba-Mayela · Francia       | Jasmine Camacho-Quinn · Puerto Rico                      |

## Campeonas mundiales
- Ganadoras en el Campeonato Mundial de Atletismo.

| Edición         | Oro                            | Plata                   | Bronce                 |
| --------------- | ------------------------------ | ----------------------- | ---------------------- |
| Helsinki 1983   | Bettine Jahn (12,35)           | Kerstin Knabe           | Ginka Zagorcheva       |
| Roma 1987       | Ginka Zagorcheva (13,34)       | Gloria Siebert          | Cornelia Oschkenat     |
| Tokio 1991      | Ludmila Narozhilenko (12,59)   | Gail Devers             | Natalya Grigoryeva     |
| Stuttgart 1993  | Gail Devers (12,46)            | Marina Azyabina         | Lynda Tolbert-Goode    |
| Gotemburgo 1995 | Gail Devers (12,68)            | Olga Shishigina         | Yuliya Graudyn         |
| Atenas 1997     | Ludmila Engquist (12,50)       | Svetla Dimitrova        | Michelle Freeman       |
| Sevilla 1999    | Gail Devers (12,37)            | Glory Alozie            | Ludmila Engquist       |
| Edmonton 2001   | Anjanette Kirkland (12,42)     | Gail Devers             | Olga Shishigina        |
| París 2003      | Perdita Felicien (12,53)       | Brigitte Foster-Hylton  | Miesha McKelvy-Jones   |
| Helsinki 2005   | Michelle Perry (12,66)         | Delloreen Ennis-London  | Brigitte Foster-Hylton |
| Osaka 2007      | Michelle Perry (12,46)         | Perdita Felicien        | Delloreen Ennis-London |
| Berlín 2009     | Brigitte Foster-Hylton (12,51) | Priscilla Lopes-Schliep | Delloreen Ennis-London |
| Daegu 2011      | Sally Pearson (12,28)          | Danielle Carruthers     | Dawn Harper-Nelson     |
| Moscú 2013      | Brianna Rollins (12,44)        | Sally Pearson           | Tiffany Porter         |
| Pekín 2015      | Danielle Williams (12,57)      | Cindy Roleder           | Alina Talay            |
| Londres 2017    | Sally Pearson (12,59)          | Dawn Harper-Nelson      | Pamela Dutkiewicz      |
| Doha 2019       | Nia Ali (12,34)                | Kendra Harrison         | Danielle Williams      |
| Oregón 2022     | Tobi Amusan (12,06)            | Britany Anderson        | Jasmine Camacho-Quinn  |
| Budapest 2023   | Danielle Williams (12,43)      | Jasmine Camacho-Quinn   | Kendra Harrison        |

## Mejores tiempos por temporada
| Año  | Tiempo | Atleta                                | Lugar                                |
| ---- | ------ | ------------------------------------- | ------------------------------------ |
| 1970 | 12.93  | Chi Cheng                             | Múnich, RFA                          |
| 1971 | 12.60  | Karin Balzer                          | Berlín Este, RDA                     |
| 1972 | 12.59  | Anneliese Ehrhardt                    | Múnich, RFA                          |
| 1973 | 12.68  | Anneliese Ehrhardt                    | Dresde, RDA                          |
| 1974 | 12.66  | Anneliese Ehrhardt                    | Roma, Italia                         |
| 1975 | 12.91  | Bożena Świerczyńska                   | Zielona Góra, Bulgaria               |
| 1976 | 12.69  | Grazyna Rabsztyn                      | Bydgoszcz, Polonia                   |
| 1977 | 12.87  | Lyubov Kononova                       | Düsseldorf, RFA                      |
| 1978 | 12.48  | Grazyna Rabsztyn                      | Fürth, RDA                           |
| 1979 | 12.48  | Grazyna Rabsztyn                      | Varsovia, Polonia                    |
| 1980 | 12.36  | Grazyna Rabsztyn                      | Varsovia, Polonia                    |
| 1981 | 12.68  | Tatyana Anisimova                     | Tbilisi, URSS                        |
| 1982 | 12.44  | Yordanka Donkova                      | Sofia, Bulgaria                      |
| 1983 | 12.42  | Bettine Jahn                          | Berlín, RFA                          |
| 1984 | 12.43  | Lucyna Kałek                          | Hannover, RFA                        |
| 1985 | 12.42  | Ginka Zagorcheva                      | Sofia, Bulgaria                      |
| 1986 | 12.26  | Yordanka Donkova                      | Ljubljana, Yugoslavia                |
| 1987 | 12.25  | Ginka Zagorcheva                      | Dráma, Grecia                        |
| 1988 | 12.21  | Yordanka Donkova                      | Stara Zagora, Bulgaria               |
| 1989 | 12.60  | Cornelia Oschkenat                    | Barcelona, España                    |
| 1990 | 12.53  | Nataliya Grygoryeva                   | Kiev, URSS                           |
| 1991 | 12.28  | Ludmila Narozhilenko                  | Kiev, URSS                           |
| 1992 | 12.26  | Ludmila Narozhilenko                  | Sevilla, España                      |
| 1993 | 12.46  | Gail Devers                           | Stuttgart, Alemania                  |
| 1994 | 12.53  | Tatyana Reshetnykova Svetla Dimitrova | Linz, Austria Stara Zagora, Bulgaria |
| 1995 | 12.44  | Olga Shishigina                       | Lucerna, Suiza                       |
| 1996 | 12.47  | Ludmila Engquist                      | Atlanta, EUA                         |
| 1997 | 12.50  | Ludmila Engquist                      | Atenas, Grecia                       |
| 1998 | 12.44  | Glory Alozie                          | Monaco                               |
| 1999 | 12.37  | Gail Devers                           | Sevilla, España                      |
| 2000 | 12.33  | Gail Devers                           | Sacramento, EUA                      |
| 2001 | 12.42  | Anjanette Kirkland                    | Edmonton, Canadá                     |
| 2002 | 12.40  | Gail Devers                           | Lausanna, Suiza                      |
| 2003 | 12.45  | Brigitte Foster-Hylton Gail Devers    | Eugene, EUA Monaco                   |
| 2004 | 12.37  | Joanna Hayes                          | Atenas, Grecia                       |
| 2005 | 12.43  | Michelle Perry                        | Carson, EUA                          |
| 2006 | 12.43  | Michelle Perry                        | Lausanne, Suiza                      |
| 2007 | 12.44  | Michelle Perry                        | Roma, Italia                         |
| 2008 | 12.43  | Lolo Jones                            | Beijing, China                       |
| 2009 | 12.46  | Brigitte Foster-Hylton                | Zürich, Suiza                        |
| 2010 | 12.52  | Priscilla Lopes-Schliep               | Londres, Inglaterra                  |
| 2011 | 12.28  | Sally Pearson                         | Daegu, Corea del Sur                 |
| 2012 | 12.35  | Sally Pearson                         | Londres, Inglaterra                  |
| 2013 | 12.26  | Brianna Rollins                       | Des Moines, EUA                      |
| 2014 | 12.44  | Dawn Harper-Nelson                    | París, Francia                       |
| 2015 | 12.34  | Sharika Nelvis                        | Eugene, EUA                          |
| 2016 | 12.20  | Kendra Harrison                       | Londres, Inglaterra                  |
| 2017 | 12.28  | Kendra Harrison                       | Székesfehérvár, Hungría              |
| 2018 | 12.36  | Kendra Harrison                       | Londres, Inglaterra                  |
| 2019 | 12.32  | Danielle Williams                     | Londres, Inglaterra                  |
| 2020 | 12.68  | Nadine Visser                         | Turku, Finlandia                     |
| 2021 | 12.26  | Jasmine Camacho-Quinn                 | Tokio, Japón                         |
| 2022 | 12.12  | Tobi Amusan                           | Eugene, EUA                          |
| 2023 | 12.24  | Kendra Harrison                       | Budapest, Hungría                    |
| 2024 | 12.25  | Masai Russell                         | Eugene, EUA                          |